# Tebo
Tebo is een regentschap in de provincie Jambi op Sumatra, Indonesië. Het regentschap heeft 257.173 inwoners (2006) en heeft een oppervlakte van 6461 km². De hoofdstad van Tebo is Muara Tebo. Tot in 1999 maakte Tebo samen met het hedendaagse regentschap Bungo deel uit van het regentschap Bungo Tebo.
Het regentschap grenst in het noorden aan Indragiri Hulu (provincie Riau), in het oosten aan de regentschappen Tanjung Jabung Barat en Batang Hari, in het zuiden aan het regentschap Merangin en in het westen aan de regentschappen Bungo en Dharmasraya (laatstgenoemde in de provincie West-Sumatra).
Tebo is onderverdeeld in 12 onderdistricten (kecamatan):
- Muara Tabir
- Rimbo Bujang
- Rimbo Ilir
- Rimbo Ulu
- Serai Serumpun
- Sumay
- Tebo Tengah
- Tebo Ulu
- Tebo Ilir
- Tengah Ilir
- VII Koto
- VII Koto Ilir